# Bowling for Soup
Bowling for Soup – amerykański zespół poppunkowy stworzony w Teksasie w 1994 roku. Formacja jest znana głównie dzięki singlowi „Girl All the Bad Guys Want”, za który została nominowana w 2003 roku do nagrody przez Grammy Award. Bowling for Soup stylem przypomina takie zespoły jak: New Found Glory, Son of Dork lub Blink-182.

## Członkowie zespołu
- Jaret Reddick
- Erik Chandler
- Chris Burney
- Gary Wiseman

## Dyskografia
- 1994: Bowling for Soup
- 1996: Cell Mates
- 1998: Rock On Honorable Ones!!!
- 1999: Tell Me When to Whoa!
- 2000: Let's Do It for Johnny!
- 2002: Drunk Enough to Dance
- 2004: A Hangover You Don't Deserve
- 2005: Bowling for Soup Goes to the Movies
- 2006: The Great Burrito Extortion Case
- 2009: Sorry for Partyin'
- 2011: Fishin' For Woos
- 2013: Lunch Drunk Love
- 2016: Drunk Dynasty
- 2022: Pop Drunk Snot Bread
- 2023: Don't Mind If We Do